# ریما نومیلا
ریما نومیلا (فنلاندی: Reima Nummila; ۱۶ نوامبر ۱۹۴۲ – ۷ مارس ۲۰۱۵) بازیکن فوتبال اهل فنلاند بود.
وی همچنین در تیم ملی فوتبال فنلاند بازی کرده‌است.